# Camacinia
Genre
Camacinia est un genre d'insectes de la famille des Libellulidae appartenant au sous-ordre des anisoptères dans l'ordre des odonates. Il comprend trois espèces.

## Espèces du genreCamacinia
- Camacinia gigantea Brauer, 1867
- Camacinia harterti Karsch, 1890
- Camacinia othello Tillyard, 1867